# Pentias namikawai
Pentias namikawai là một loài chân đều trong họ Idoteidae. Loài này được Nunomura miêu tả khoa học năm 2006.